# Papouasie-Nouvelle-Guinée aux Jeux paralympiques d'été de 2008
La Papouasie-Nouvelle-Guinée participe aux Jeux paralympiques d'été de 2008. Un seul représentant papou-néo-guinéen s'est qualifié, Francis Kompaon, qui participe à deux épreuves d'athlétisme.
Kompaon remporte la médaille d'argent dans l'épreuve du 100 mètres (catégorie T46, amputé bras). Il s'agit de la première médaille paralympique ou olympique jamais remportée par un athlète papou-néo-guinéen.

## Participants
- Francis Kompaon (amputé bras)
- Joyleen Jeffrey, non qualifiée (malvoyante)

## Liste des médaillés papou-néo-guinéens

### Médailles d'Argent
| Sport                  | Discipline | Sportifs        | Performance |
| Médailles d’argent : 1 |            |                 |             |
| Athlétisme             | 100m T46   | Francis Kompaon | 11 s 10     |

## Résultats

### Athlétisme
- Francis Kompaon
  - 200 mètres hommes T46 : 23 s 30 (9e)[4]
  - 200 mètres hommes T46 : 11 s 10 (2e - argent)[3]
- Joyleen Jeffrey
  - 100 mètres femmes T12 : disqualifiée[4]